# Gloria Miñana Roman
Gloria Miñana Roman (Elx, Baix Vinalopó, 22 de març de 1913 - agost de 1991) fou una pediatra valenciana. Va ser la primera pediatra i la primera dona que va conduir un cotxe a Elx.

## Biografia
Quatre dies després de néixer Gloria Miñanava, sa mare, Ventura Román Calvo, va morir per complicacions del part, amb 23 anys. Ventura Román es va donar a conèixer tant a Alacant com a Elx pels seus articles periodístics, en què defensava el socialisme i la militància activa de les dones. El pare de Gloria, Francisco Miñana Antón, va morir també molt jove, amb 28 anys, i es va tornar a casar en segones noces amb Tonica, una de les germanes de la seua primera dona. Gloria va viure la infància i l'adolescència amb els avis materns i amb les tietes, cosa que va marcar decisivament el seu destí. L'avi de Gloria, Pascual Román Antón, fou maçó i un dels líders socialistes més apreciats en la ciutat d'Elx, ja que també fou el primer alcalde de la ciutat quan es va proclamar la Segona República. Pascula Román va inculcar en la seua neta Gloria l'afany per obtenir la millor formació possible i tots els dies l'avi tenia amb la seua neta sessions de lectura –la Bíblia, El Quixot, Diego Corrientes i una infinitat d'autors.
Gloria va iniciar en aquell ambient familiar els estudis de batxillerat per lliure, i s'examinà a Alcoi perquè Elx no tingué institut propi fins a l'any 1932. Mentre feia el batxillerat va conèixer qui seria el seu marit, Francisco García Agulló, membre d'una família molt catòlica. Els dos iniciaren estudis de medicina, ella a Madrid i ell a València. Estudis que quedaren interromputs per la Guerra Civil i que acabarien en els primers anys de la postguerra. Gloria va acabar en Madrid la llicenciatura junt a unes altres quatre dones que apareixien a l'orla i va optar per l'especialitat de pediatria, procediment per altra banda molt habitual entre les llicenciades en medicina del seu temps. Tornà a Elx com la primera dona que va exercir i a qui seguiria poc temps després María Sanchiz Dolz. Per necessitats del treball, Gloria fou també la primera dona que va conduir un cotxe a Elx i, a més de la seua consulta privada, va treballar gratuïtament a l'Hospital de la Gota de Llet que atenien unes monges i, molts anys després, va alternar la consulta privada amb el seu treball a l'Ambulatori de San Fermín.
Fou una dona amb una immensa capacitat, tant intel·lectual –durant la carrera no va pagar matrícula gràcies a les qualificacions–, com en la seua activitat quotidiana: pintava, solucionava qualsevol avaria de sa casa i li quedava temps per a confeccionar als seus tres fills els jerseis i les bufandes que necessitaren. Com és lògic, a Elx es va guanyar un respecte immens, fins al punt que el seu marit era “el marit de doña Gloria” o els seus fills “la filla de doña Gloria”. Com que la seua família era d'arrels socialistes, Gloria es va batejar després de la guerra, coincidint quasi amb el final dels estudis. És difícil saber si fou per convicció, per solidaritat conjugal o perquè els temps no permetien alta cosa. Gloria va saber respectar tant el seu marit com la seua pròpia tradició familiar. Quan pogué votar, va votar els seus. Amb 63 anys, i tres anys després de la mort del seu marit, va patir una trombosi que va acabar en invalidesa. Va morir el 1991 i el seu és un exemple de coratge i de vàlua.